# アラウカニア制圧作戦
アラウカニア制圧作戦（アラウカニアせいあつさくせん、Ocupación de la Araucanía、英: Occupation of the Araucania）は、1861年から1883年にわたり、陸軍と移民者によるアラウカニア地区の併合を目的としチリ政府が展開した政策と侵攻を主な手段とした戦役の総称。「アラウカニア平定（pacificación de la Araucanía、英: Pacification of the Araucanía）」は、軍事行動の面を隠蔽するためにチリ当局がつけた名称である。

## 歴史

### 背景
アラウカニアの先住民族はマプチェ族と呼ばれ、古からインカ帝国の進入を食い止め、スペインの南アメリカ進出以降も300年間にわたってアラウコ戦争と呼ばれる反抗を続けてきた。マプチェとインカ帝国の国境がマウレ川であったように、スペインの移住者とマプチェ族はビオビオ川を境界線として対峙していた。18世紀から19世紀初頭には、ビオビオ川流域では交易が隆盛を迎え、メスティーソが増えるなど両者の交流が盛んになり、アラウコ戦争での敵対関係は有耶無耶になりつつあった。最終的に植民地政府長官のアンブロージオ・オイギンス(en)や植民政府の高官たちはマプチェ族の首長（ロンコ、lonco）たちと協定を結び、ここに交戦状態は終結を見た。
しかし19世紀初頭になると、マプチェ族社会の発展が停滞気味だったのに対し、彼らを取り巻く環境は大きく変動した。1818年、チリ共和国はスペインからの独立を勝ち取り、経済的にも活況を呈するようになった。チリの人口は急速に膨れ上がり、さらなる移民受入のためにも新しい土地が必要になっていた。彼らは既にアラウカニアを飛び越えた南アメリカ大陸の南部に進出しバルディビア(en)、オソルノ(en)やジャンキウエ（ランキウ）(en)といった都市を形成していた。隣国アルゼンチンは、スペインにとってのマプチェ族と同じように300年に渡って手をこまねいていたパタゴン族(en)への圧力を強め、これもチリを刺激する一因となった。政府はアラウコ戦争の生々しい記憶が残っていたため18世紀後半から始まった平和的関係を維持しようとしていたが、陸軍はマプチェ族制圧のための軍事力を早々に用意していた。
1842年、マヌエル・ブルネス・ブリエト大統領はビオビオ川南部の植民化に乗り出し、マプチェ族の弾圧を開始した。こうして再び争いが始まった。1852年、6代目の大統領マヌエル・モント(en)はビオビオ川南岸からトルテン川北岸に挟まれた地域をラ・アラウカニア州としてチリの行政区に指定した。これは、この地を征服しようという意志の表れでもあった。また実際に土地の取り上げも実行したが、これにはマプチェ族を都市部に流出させ労働力とする目的もあった。1859年にはモントを批判する勢力による内戦が勃発し、マプチェ族もこれに乗じて反乱を起こすが、1861年には鎮圧された。

### 計画
1860年、フランス人オルリ・アントワーヌ・ド・トゥナンが政治的に空白なアラウカニアに目をつけ、マプチェ族を巻き込みアラウカニア・パタゴニア王国建国を布告した。彼の祖国フランスでさえ相手にしなかったこの宣言は、然したる脅威にもならないチリ政府に格好の口実を与えた。同年、7代目の大統領ホセ・ホアキン・ペレス(en)はアラウカニア地区の併呑を決定した。そして当局は、武力攻撃と文化破壊の両面を備えたコルネリオ・サーヴェドラ・ロドリゲス将軍立案の侵攻計画を実行に移す許可を与えた。この計画は軍事面に止まらず、都市や道路などの建設や公的機関の設置なども含んでいた。

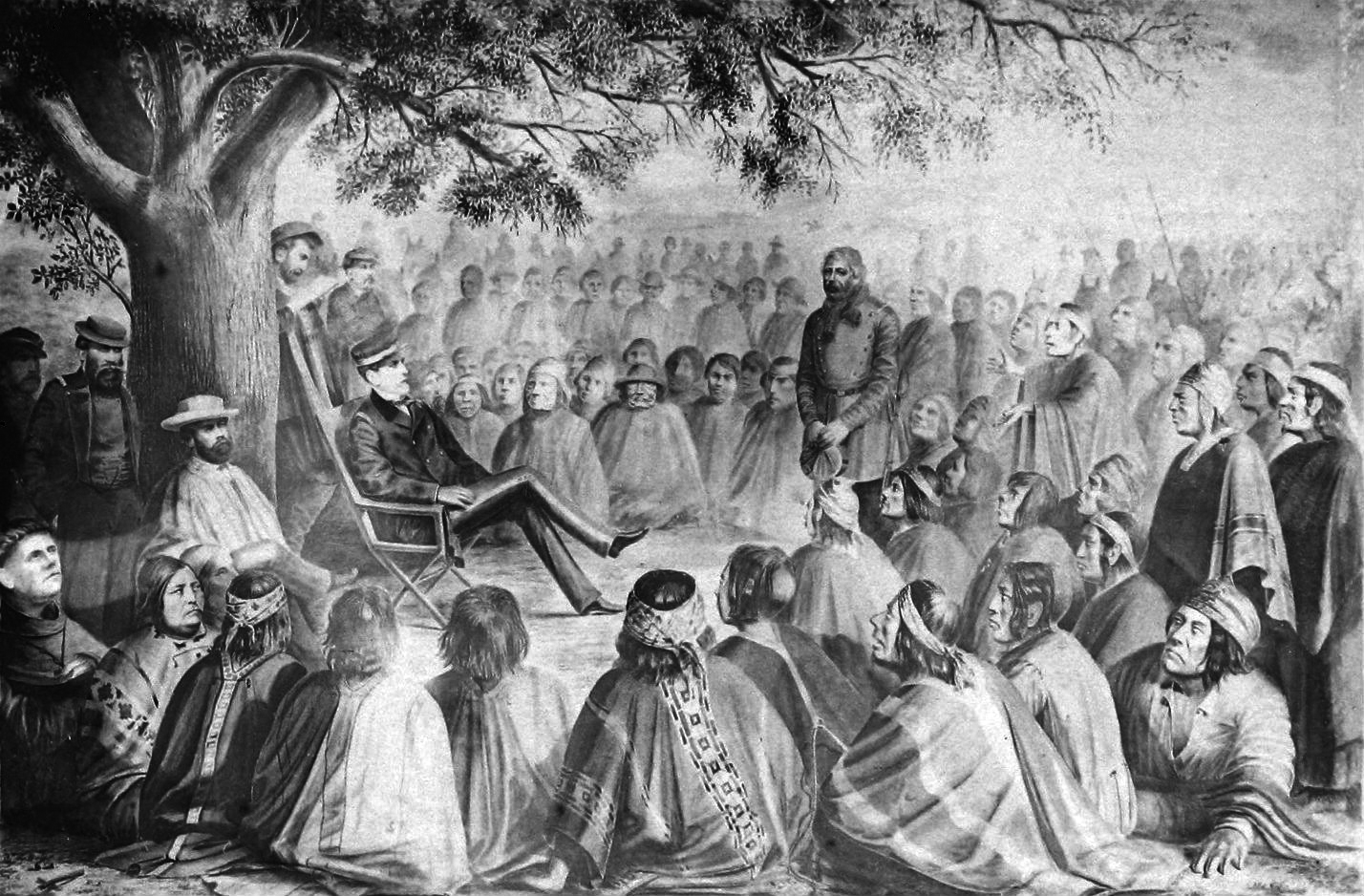
マプチェ族の首長たちとコルネリオ・サーヴェドラ・ロドリゲス将軍。1869年

### 制圧
1862年、ロドリゲス将軍率いる軍は制圧作戦を実行に移した。進軍は短期間でマレコ川(en)に達し、軍はかつてアンゴルに存在した要塞を再築し、さらに二つの砦をMulchénとレブ(es)を建設した。侵攻は南のバルディビアからも行なわれ、海岸線に沿ってトルテン川にまで達した。これらは作戦の第一段階であり、マプチェ族からの反抗は小規模なものだった。1866年に政府は保留地（レドゥクシオン）にマプチェ族を押し込め、彼らの土地を奪う施策を実施し、弾圧をより強めた。これにはマプチェ族も黙っておられず、有力な首長の一人Quilapánがマレコ川近郊で抵抗運動を開始した。
しかしながら、進軍は反抗をものともせずアンゴルを拠点に南下し、マプチェ族最大の居住地であったアラウカニア西部の臨海部に都市プレンが建設され、海岸線を伝った通信網が設けられた。1871年から1879年にかけて、制圧の任に当たり続けた将軍バシリオ・ウルティア(es)はマレコ川に至る地域に進軍し、川の北岸には2,500人の兵士が防衛する防衛線が設けられた。こうしてアンゴルからコジプジまでを電信で結ぶことに成功し、内陸側の土地も着々と制圧しつつあった。
1879年南米の太平洋戦争が勃発すると、ペルー・ボリビア連合との戦闘のために多くの戦力がアラウカニアから転進し北へ向けられた。これを好機と捉えたマプチェ族は、一部の部族を中心に劣勢の挽回に成功し、翌年には前線の要塞に攻撃を仕掛けるなど活発な反撃を見せた。しかし、それも駐屯部隊に有効な打撃を与えられるものではなく、せいぜい少々の略奪を働く程度にとどまった。
1883年、チリ政府は南米の太平洋戦争を勝利で終結した。ドミンゴ・サンタマリア・ゴンザレス大統領(en)は、アラウカニアの騒乱に決着をつけ、マプチェ族の中軸地帯を領土に併合すべくグレゴリオ・ウルティア(es)将軍を送り込んだ。スペイン統治時代からの古い町ビジャリカが再興され、カラウエ(es)、ラウタロ(en)、Pillánlelbu、テムコ、Nueva Imperial、プコンなどアラウカニア南部に次々と砦が設けられた。この過程で、周辺のマプチェ族は土地を奪われ、約10,000の人々がこの戦いで殺害された。生き残った者たちもペウェンチェ族やアルゼンチンの抑圧を避けてアンデスに移り住んだ部族などを頼って山岳地帯に逃がれ、アラウカニアに留まったわずかな集団は先祖伝来の土地をチリ人や他の植民者に奪われてしまった。
歴史学者の中には、この一連の制圧をもって300年にわたるアラウコ戦争の終結と位置づける者もいる。

### その後
1890年代にはコジプジの鉄橋(en)が完成し、往来が容易となったチリ南部の植民地化に拍車がかかった。進出はビオビオ川上流やブディー湖(en)畔にまで及び、1929年には、アラウカニア地域に設けられた植民地は公的なもので3,000箇所、面積500,000ヘクタールにものぼった。
それでも、チリのマプチェ族はアルゼンチンの例に比べればまだましだった。アルゼンチンでフリオ・アルヘンティーノ・ロカ将軍によってパタゴニア諸部族に向けられた砂漠の征服作戦(en)では20万人程と見積もられていた先住民族は2万人にまで減少し、パンパやパタゴニアの可耕地から追放されたのに対し、マプチェ族は貧困と差別に晒されながらもそれなりの数が生き残った。そして、このような軍事行動がとられたにもかかわらず、作戦終了後もアラウカニアは完全に制圧された訳ではなく、現在でも領地奪回を掲げるマプチェ族のグループによる農場略奪などは起こっている。マプチェの子孫たちはチリの社会において社会的地位を力強く取り戻しつつある。